# Елесин
Елесин (на френски: Hélécine) е селище в Централна Белгия, окръг Нивел на провинция Валонски Брабант. Населението му е около 3100 души (2006).